# Pîsarivka, Starokosteantîniv
Pîsarivka (în ucraineană Писарівка) este un sat în comuna Ohiivți din raionul Starokosteantîniv, regiunea Hmelnîțkîi, Ucraina.

## Demografie
Componența lingvistică a localității Pîsarivka
     Ucraineană (97,52%)
     Rusă (1,86%)
     Alte limbi (0,62%)
Conform recensământului din 2001, majoritatea populației localității Pîsarivka era vorbitoare de ucraineană (97,52%), existând în minoritate și vorbitori de rusă (1,86%).